# ساتام أورو إيروتاراي
ساتام أورو إيروتاراي (بالتاميلية: சட்டம் ஒரு இருட்டறை)‏ (بالإنجليزية: Sattam Oru Iruttarai)‏ هو فيلم أكشن باللغة التاميلية الهندية عام 1981 من تأليف وإخراج إس إيه شاندراسيخار، استنادًا إلى قصة لزوجته شوبا . نجوم الفيلم فيجاياكانث، بورنيما ديفي وفاسوماثي، مع سانجيلي موروغان، نيثين وتشودري في الأدوار الداعمة. تدور أحداثه حول رجل يسعى لقتل ثلاثة رجال للانتقام لوالده وأخته الكبرى، في حين أن أخته الأخرى، وهي مفتشة شرطة، تريد إحباطهم بالطريقة القانونية.

## حبكة
يعيش فيجاي وأخته الكبرى، مفتشة الشرطة شيلا، مع والدتهما الأرملة. يقاتل فيجاي من أجل العدالة عندما يواجه الظلم في المجتمع ويتم القبض عليه من قبل الشرطة. إنه يتشاجر مع شيلا باستمرار بسبب سلوكه العدواني. مهمة فيجاي الوحيدة في الحياة هي قتل ثلاثة رجال: جورج، رانجاتشاري وبهايرافان. لقد شهد والد فيجاي ذات مرة جريمة قتل ارتكبها الثلاثي. وعلى الرغم من إلقاء القبض عليهم، تمكن الثلاثي من الخروج من السجن، حيث قتلوا والد فيجاي وقتلوا أيضًا أخته الأخرى. عندما ذهب فيجاي وشيللا إلى الشرطة للإبلاغ عن جرائم القتل، تجاهلتهم الشرطة بالقول إن المتهمين كانوا في السجن عندما وقعت جرائم القتل وبالتالي لا يمكن أن يكونوا قد ارتكبوها.
تسجل طريقة الثلاثي في ارتكاب جرائم القتل بحجة البراءة في ذهن فيجاي ويقرر الانتقام منهم بنفس الطريقة. لكن شيلا تشعر أنه ينبغي معاقبتهم قانونيًا، لذا فقد تولت القضية بعد 15 عامًا من وقوع جرائم القتل. علم الثلاثي بإعادة فتح القضية وحاولوا قتل شيلا عن طريق زرع قنبلة في سيارتها الجيب. يتمكن فيجاي من القبض على بيتر، الرجل الذي زرع القنبلة، وينقذ شيلا. يصبح بيتر حليفًا لفيجاي في حملته.
عندما تحاول رانجاتشاري التحرش بريخا، راقصة البار التي تعرف فيجاي، تنقذ نفسها. ثم تخبره لاحقًا أنها فعلت ذلك من خلال إخراج نظارات رانجاتشاري، والتي بدونها بالكاد يستطيع الرؤية، ويتعرف عليه فيجاي باعتباره أحد قتلة والده. يتم قتل رانجاتشاري على يد فيجاي الذي يأخذه في سيارته، وينزع نظارته ويتركه على الطريق، حيث يتم دهسه. ثم يجعل بهايرافان في حالة سُكر، ويخلط السم في مشروبه ليقتله. جورج يفهم أن أصدقائه قُتلوا على يد فيجاي ويقرر تحديه. وفي هذه الأثناء، تتزوج ريكا وفيجاي. يصل جورج إلى الفندق الذي يقيمون فيه ويقتل ريكا. يغضب فيجاي ويحاول قتل جورج، لكن شيلا، التي تدرك أنشطة فيجاي، تحاصره وتعتقله.
من السجن، يعمل فيجاي على وضع خطة مع بيتر، ويخلق ذريعة له ويذهب لمقابلة جورج. شيلا، التي ذهبت لمقابلة جورج، تم القبض عليها وربطها من قبله. يصل فيجاي إلى هناك، ويقاتل جورج ويقتله في حضور شيلا. بحلول الوقت الذي عادت فيه شيلا إلى مركز الشرطة، كان فيجاي قد عاد إلى السجن. تحاول شيلا إثبات أن فيجاي هو من ارتكب جرائم القتل. لكنها في المحكمة لم تتمكن من إثبات ذلك لأن فيجاي بنى ذريعة قوية، مبيناً أنه كان محتجزاً عندما وقعت جريمة القتل. تم تبرئة فيجاي بسبب عدم وجود أدلة، لكن شيلا لا تزال مصممة على القبض عليه في محكمة أعلى.

## الممثلون
- فيجاياكانث بدور فيجاي
- بورنيما ديفي في دور ريخا[2]
- فاسوماثي في دور شيلا[2]
- سانجيلي موروجان بدور جورج[2]
- نيثين في دور رانجاتشاري[1]
- شوربة حساء بهايرافان[2]
- شانكار–غانيش كمتسول[2]
- أمجد كومار في دور بيتر[1]

## الموسيقى التصويرية
تم تأليف الموسيقى بواسطة شانكار-غانيش.
| #  | عنوان                  | المدة |
| -- | ---------------------- | ----- |
| 1. | "Sattam Oru Iruttarai" | 3:42  |
| 2. | "Rajathi Munnale"      | 4:50  |
| 3. | "Thanimayile"          | 4:42  |
| 4. | "Pagalil Oru Thagam"   | 4:27  |

## روابط خارجية
- ساتام أورو إيروتاراي على موقع IMDb (الإنجليزية)
- ساتام أورو إيروتاراي على موقع روتن توميتوز (الإنجليزية)
- ساتام أورو إيروتاراي على موقع قاعدة بيانات الفيلم (الإنجليزية)
- ساتام أورو إيروتاراي على موقع ليتربوكسد (الإنجليزية)